# Río Tasman
El río Tasman (en inglés: Tasman River) es un corto río anastomosado alpino que fluye a través de Canterbury, en la Isla del Sur de Nueva Zelanda.
El nacimiento del río se encuentra en el parque nacional Aoraki/Mount Cook, en el lago Tasman. También es alimentado por las aguas glaciares de varios afluentes: el río Murchison, el glaciar Murchison y el río Hooker, un efluente de los lagos glaciares del glaciar Hooker y del glaciar Mueller.
El río Tasman fluye hacia el sur 25 kilómetros a través del valle del Tasman en los Alpes del Sur y el lago glaciar Pukaki, formando esta parte final del río el proyecto hidroeléctrico Waitaki.